# Saramacia lucasae
Saramacia lucasae is een hooiwagen uit de familie Manaosbiidae.